# Chetogena meridionalis
Chetogena meridionalis là một loài ruồi trong họ Tachinidae.